# Zentai
Un zentai (ou zentaï) est une combinaison recouvrant le corps dans son intégralité. Il est le plus fréquemment constitué d’élasthanne.

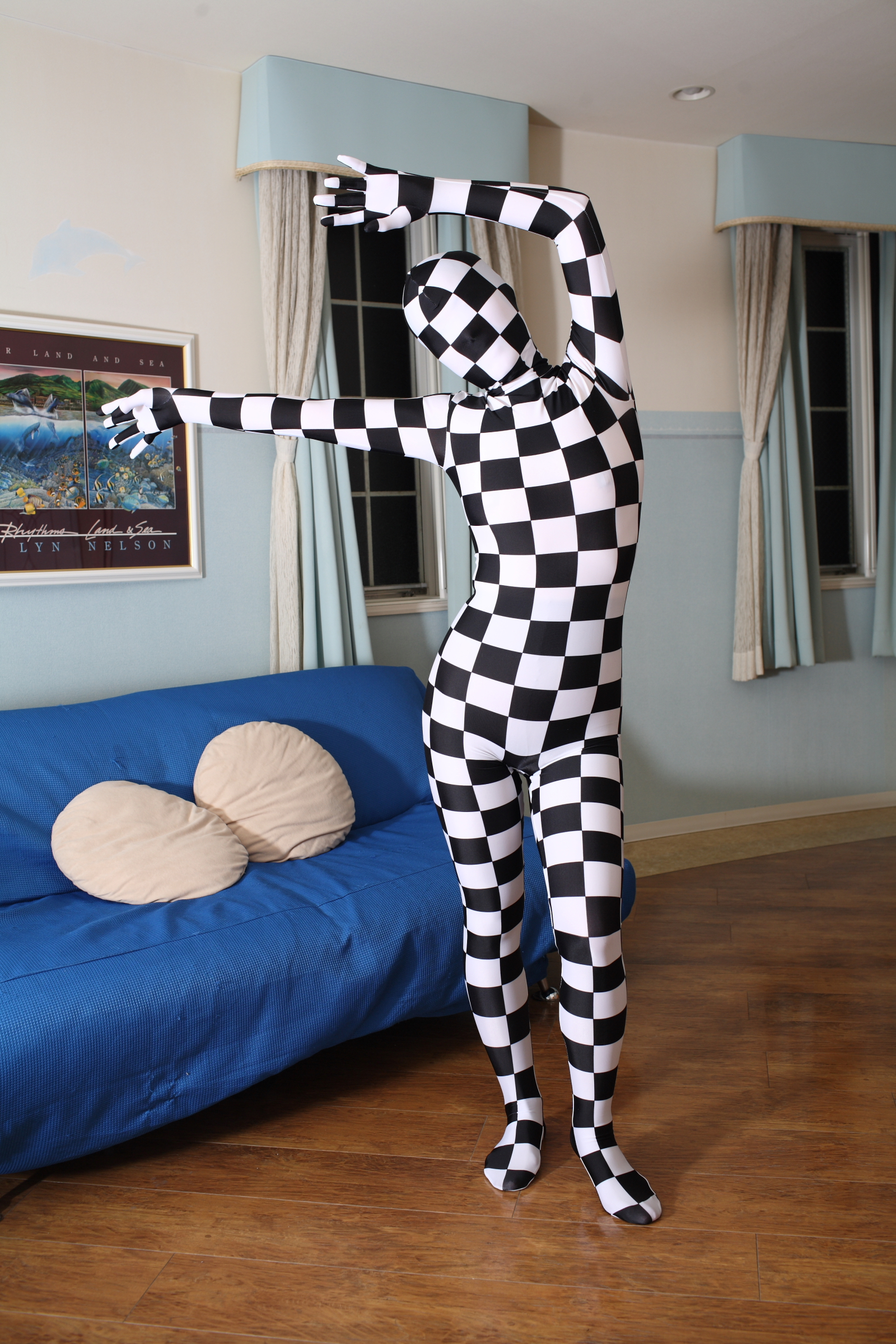
Zentai en damier

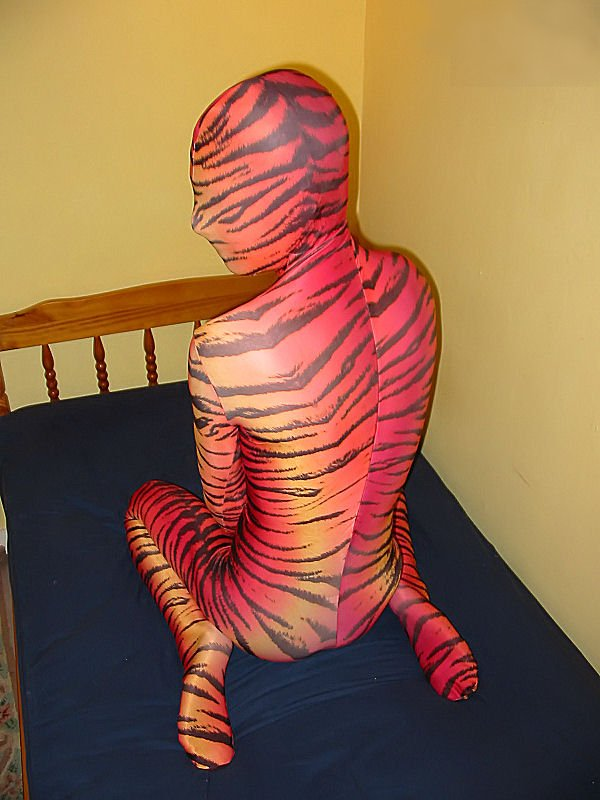
Zentai tigré

## Origines
Son nom lui vient du japonais ゼンタイ. Deux hypothèses existent pour expliquer l'origine du nom : soit une contraction de zenshin taitsu (全身タイツ), c’est-à-dire collant (de l'anglais tights) recouvrant le corps entier, ou une traduction directe de "corps entier", qui se dit zentai (全体) en japonais,. Le photographe japonais Marcy Anarchy serait à l'origine de ce mouvement.
Cette tenue est le plus généralement utilisée en danse (académique comprenant une cagoule fermée), en performance, ainsi qu’au cinéma (combinaison de couleur verte, bleu, ou noir, utilisée en effets spéciaux).
Cette combinaison est généralement faite à 80 % de nylon et 20 % d’élasthanne, mais il y a plusieurs dérivées. Certains zentais ont un effet métallique ou « wetlook », alors que d’autres se rapprochent du velours. On voit aussi des combinaisons faites en vinyle/PVC ou en latex.

## Fétichisme de la seconde peau
Le zentaï est aussi né de l’aboutissement d’un fétichisme sexuel lié au vêtement moulant assimilé à une seconde peau. C’est ici le corps dans sa totalité que le ou la fétichiste va chercher à recouvrir. Non seulement pour la sensation que lui procure cette tenue, mais aussi pour l’aspect qu’elle va lui donner.
Il existe donc plusieurs types de zentaï (ouvert ou non au niveau des yeux, de la bouche, des mains, des pieds ou encore des parties génitales), de toutes couleurs et de tissus différents,.